# جورج هادلستون
جورج هادلستون هو سياسي أمريكي، ولد في 11 نوفمبر 1869 في لبنان في الولايات المتحدة، وتوفي في 29 فبراير 1960 في برمنغهام في الولايات المتحدة. نشط حزبياً في الحزب الديمقراطي. وقد انتخب عضو مجلس النواب الأمريكي.